# Vimara Peres
Vimara Peres was de eerste graaf van Portucale in Portugal van 868 tot 873.
Vimara Peres zetelde in de Curia regis van koning Alfons III van Asturië. Hij kreeg de opdracht van de koning om het gebied tussen de rivier de Miño en de rivier de Douro te veroveren op de Moren. In 868 slaagde hij in zijn opdracht, de belangrijkste stad die hij innam was de havenstad Portus Cale. Als dank kreeg van de koning de titel van graaf.
Vimara Peres stierf in 873 in een plaats die later naar hem zal worden genoemd, Guimarães, hij werd opgevolgd door zijn zoon Lucidio Vimaranes.